# Sikosalo (ö i Norra Savolax)
Sikosalo är en ö i Finland. Den ligger i sjön Haukivesi och i kommunen Varkaus i den ekonomiska regionen  Varkaus ekonomiska region  och landskapet Norra Savolax, i den sydöstra delen av landet, 280 km nordost om huvudstaden Helsingfors. Öns area är 1,1 kvadratkilometer och dess största längd är 2,7 kilometer i sydöst-nordvästlig riktning.